# Deborah Ann Woll
Deborah Ann Woll (Brooklyn, 7 de fevereiro de 1985) é uma atriz norte-americana. É mais conhecida por interpretar Jessica Hamby na série True Blood, e Karen Page nas produções televisivas Daredevil (2015–18), The Defenders (2017) e The Punisher (2017–19), do Universo Marvel Cinematógrafo. Ela também já apareceu em filmes como Mother's Day (2010), Little Murder (2011), Seven Days in Utopia (2011), Ruby Sparks (2012) e Escape Room (2019).

## Biografia
Deborah Ann Woll nasceu em 7 de fevereiro de 1985 em Brooklyn, Nova York. Seu pai é arquiteto e sua mãe, Cathy Woll, é professora na Berkeley Carroll School. Deborah é descendente de irlandeses e alemães, cresceu no Brooklyn, Nova Iorque, estudando no colégio local Packer Collegiate Institute. Seu pai é arquiteto e sua mãe é professora.
Ela se matriculou no programa de belas artes no USC School of Theatre da University of Southern California, onde estudou atuação e se formou em 2007, desde então se mudou para Los Angeles.
Também fez um programa intensivo de Shakespeare na Royal Academy of Dramatic Arts, em Londres, Inglaterra. Frequentou programa intensivo pré-vestibular da Universidade Carnegie Mellon em teatro.

## Carreira

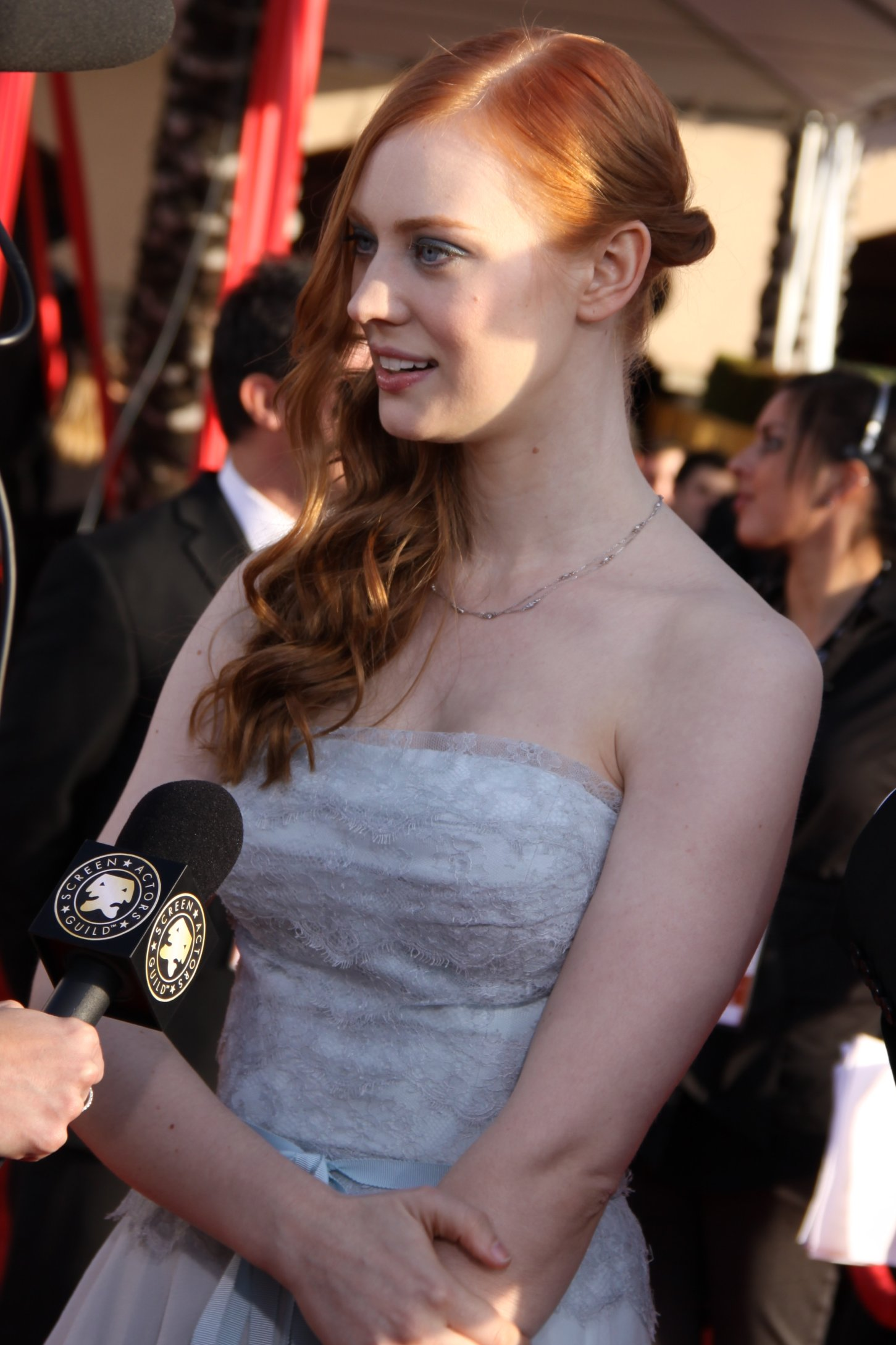
A atriz, em 2010

Woll foi convidada para diversos papéis de televisão, tais como Life, Aces 'n Eights, ER, CSI: Crime Scene Investigation (17o episódio da 8a temporada, For Gedda), My Name Is Earl, The Mentalist e Law and Order SVU.
Woll conseguiu grande sucesso ao interprear a vampira Jessica, transformada em vampira por Bill Compton, na série da HBO True Blood. Para se preparar para o papel, ela assistitu a diversos vídeos de ataques de animais.
Outros papéis incluem Mother's Day, dirigido por Darren Lynn Bousman; Little Murder, em que co-estrela com Josh Lucas; e o filme indie Highland Park.

## Vida pessoal
Woll é loira natural, começou a pintar o cabelo de vermelho durante o seu primeiro ano do colegial, quando ela tinha 14 anos. Era fã de Rita Hayworth e Katharine Hepburn. O namorado de Deborah, Edward ‘E.J.’ Scott, e sua família sofrem de Coroideremia, que é uma condição que lentamente cega suas vítimas. Ela usa o status de celebridade para ajudar a defendê-los e ajudem outros que sofrem desta condição.Woll já foi citada dizendo que a bravura do namorado em lutar contra sua deficiência a inspirou na luta contra a doença celíaca, que torna o corpo dela intolerante a comidas contendo glúten.

## Filmografia

### Cinema
| Ano  | Título                                  | Papel         | Notas          |
| ---- | --------------------------------------- | ------------- | -------------- |
| 2008 | La cachette                             | Sarah         | Curta-metragem |
| 2010 | Mother's Day                            | Lydia Koffin  |                |
| 2011 | Little Murder                           | Molly         |                |
| 2011 | Seven Days in Utopia                    | Sarah         |                |
| 2011 | Someday This Pain Will Be Useful to You | Gillian Sveck |                |
| 2011 | Catch .44                               | Dawn          |                |
| 2012 | Ruby Sparks                             | Lila          |                |
| 2013 | Highland Park                           | Lilly         |                |
| 2014 | Meet Me in Montenegro                   | Wendy         |                |
| 2015 | The Automatic Hate                      | Cassie        |                |
| 2015 | Forever                                 | Alice         |                |
| 2018 | Silver Lake                             | Mary          |                |
| 2018 | The Maze                                |               |                |
| 2019 | Escape Room                             | Amanda Harper |                |
| 2021 | Escape Room: Tournament of Champions    | Amanda Harper | Arquivo        |
| 2021 | Ida Red                                 | Jeanie Walker |                |
| 2022 | Willing to Go There                     | Margaret      | Curta-Metragem |

### Televisão
| Ano     | Título                            | Papel                 | Nota                         |
| ------- | --------------------------------- | --------------------- | ---------------------------- |
| 2007    | Life                              | Nancy Wiscinski       | 1 episódio                   |
| 2008    | Aces 'N' Eights                   | Mulher apavorada      | Telefilme                    |
| 2008    | ER                                | Aurora Quill          | 1 episódio                   |
| 2008    | CSI: Crime Scene Investigation    | Stephane - Garçonete  | 1 episódio                   |
| 2008    | My Name Is Earl                   | Greta                 | 2 episódios                  |
| 2008    | The Mentalist                     | Kerry Sheehan         | 1 episódio                   |
| 2008–14 | True Blood                        | Jessica Hamby         | 70 episódios                 |
| 2009    | Law & Order: Special Victims Unit | Lily Milton           | 1 episódio                   |
| 2013    | Axe Cop                           | Melhor Fada de Sempre | 1 episódio                   |
| 2015–18 | Daredevil                         | Karen Page            | 26 episódios                 |
| 2017    | The Defenders                     | Karen Page            | 5 episódios                  |
| 2017–19 | The Punisher                      | Karen Page            | 5 episódios                  |
| 2023    | Quantum Leap                      | Carly Farmer          | Episódio: "Fellow Travelers" |
| 2025    | Daredevil: Born Again             | Karen Page            | Pós-producão                 |

### Video games
| Ano  | Titulo              | Papel | Ref.   |
| ---- | ------------------- | ----- | ------ |
| 2022 | God of War Ragnarök | Faye  | [ 13 ] |